# Timaru
Timaru je novozélandské okresní město, nacházející se na východním pobřeží Jižního ostrova. Má 29 000 obyvatel a je druhým největším městem regionu Canterbury po 150 km vzdáleném Christchurchi.
Město bylo založeno roku 1839 jako velrybářský přístav a dostalo název podle maorského výrazu „Te Maru“ (útočiště). Vzhledem k úrodnému okolí je střediskem potravinářského průmyslu, prochází jím hlavní silnice New Zealand State Highway 1. Nachází se zde jeden z kampusů vysoké technické školy Ara Institute of Canterbury. Timaru je situováno na pobřeží zálivu Caroline Bay, který je využíván k vodním sportům. Má vlastivědné muzeum, výtvarnou galerii Aigantighe a botanickou zahradu založenou roku 1864, nachází se zde množství historických budov postavených z místního vulkanického modrého kamene. Architektonickou zajímavostí je katolická bazilika Nejsvětějšího srdce z roku 1911, kterou architekt Francis Petre navrhl ve stylu byzantské architektury.
Místním rodákem je mistr světa v hodu koulí Tomas Walsh, vyrůstal zde boxer Bob Fitzsimmons, na nedaleké farmě se narodil slavný dostihový kůň Phar Lap.